# Parque Nacional do Araguaia
Parque Nacional do Araguaia är en nationalpark i Brasilien.   Den ligger i delstaten Tocantins, i den centrala delen av landet, 700 km norr om huvudstaden Brasília. Parque Nacional do Araguaia ligger 174 meter över havet.
Terrängen runt Parque Nacional do Araguaia är mycket platt. Trakten runt Parque Nacional do Araguaia är nära nog obefolkad, med mindre än två invånare per kvadratkilometer.. Det finns inga samhällen i närheten.
Trakten runt Parque Nacional do Araguaia består i huvudsak av gräsmarker.